# 旺隆镇
旺隆镇，是中华人民共和国贵州省遵义市赤水市下辖的一个乡镇级行政单位。

## 行政区划
旺隆镇下辖以下地区：
兴旺社区、同心村、富顺村、朝阳村、胜丰村、永兴村、鸭岭村、红花村、新春村、前进村和联会村。